# Bairdiella icistia
Bairdiella icistia е вид бодлоперка от семейство Sciaenidae. Видът не е застрашен от изчезване.

## Разпространение и местообитание
Разпространен е в Мексико.
Среща се на дълбочина от 1 до 7 m, при температура на водата около 21,3 °C и соленост 34,2 ‰.

## Описание
На дължина достигат до 30 cm.